# Pamukkale

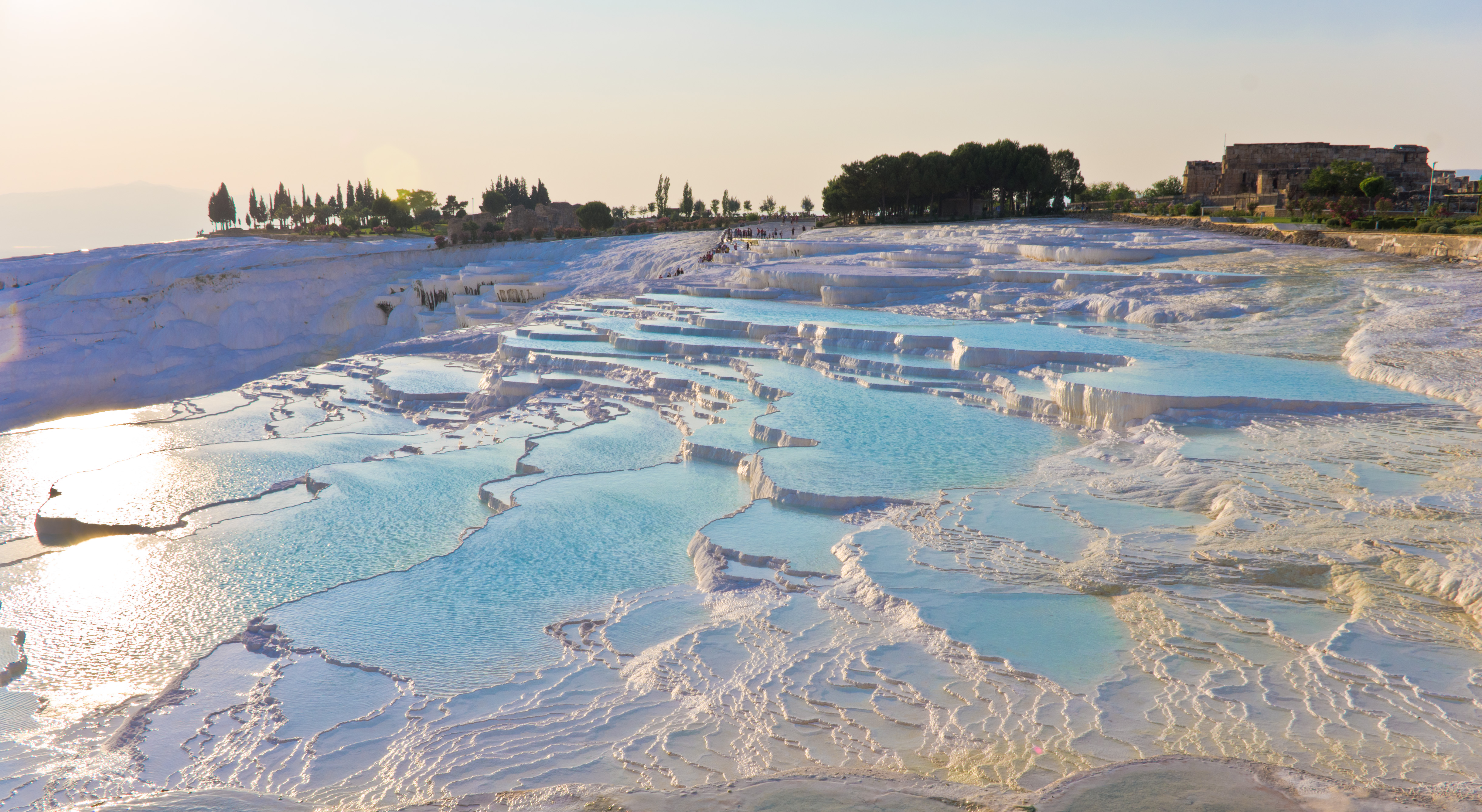
Pamukkale v horkém létě

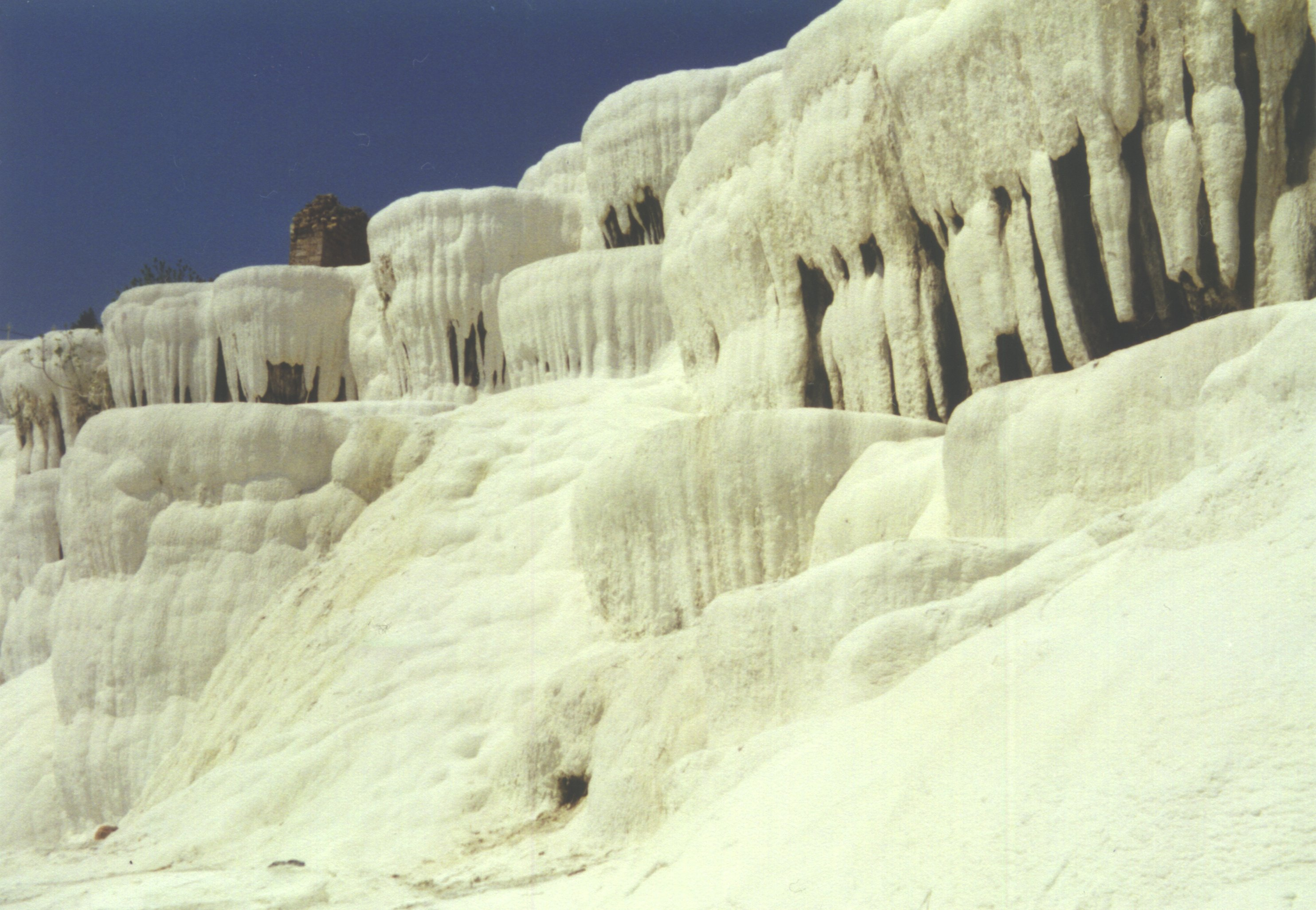
Stěna travertinových stalaktitů v Pamukkale

Pamukkale (česky bavlněný hrad) je jednou z největších turistických atrakcí v Turecku. Svah pokrytý sněhově bílým travertinem skutečně vzhledem připomíná kopec nebo hrad bavlny. Rozloha bílého „hradu“ je 2 700 metrů na šířku a 160 metrů na výšku. Areál se nachází v jihozápadní části země nedaleko města Denizli.
Místo Pamukkale leží na severní straně hluboce zaříznutého vápencového údolí řeky Büyük Menderes v oblasti tektonického zlomu, kde na povrch vytékají minerální prameny bohaté na vápník. Zdrojem je dešťová voda, která stéká zlomy do velkých hloubek, ohřívá se od horké vulkanické hmoty a stoupá puklinami opět na povrch. Cestou rozpouští okolní vápenec a obohacuje se o vápník a soli. Jejich ochlazením a odpařením oxidu uhličitého vzniká uhličitan vápenatý ve formě sintru a jeho vršením nová hornina – travertin (na rozdíl od vápence je tedy sladkovodního původu). Tak vznikaly v průběhu mnoha tisíc let působivé terasy, kaskády a jezírka. A nepřestaly vznikat doposud, pramen je stále aktivní.
Je-li přítok mineralizované vody malý, voda v bazénku dosahuje tak tak k jeho hrázi a rychle se ochlazuje. Tím travertin na okrajích dál narůstá, hráz se zvyšuje a jezírko se prohlubuje. Pokud voda naopak přitéká rychle, travertin se na hrázích nestačí usazovat a vznikají sintrové přeteky ve tvaru krápníků.
O pramen se lidé zajímali už v antických dobách a zhruba 250 let př. n. l. zde bylo založeno lázeňské město Hierapolis. Pozůstatky města se nacházejí přímo nad travertinovými kaskádami. Pamukkale je spolu s Hierapolí zapsáno v roce 1988 na seznam světového dědictví UNESCO.
Stejné jméno jako přírodní památka Pamukkale má také malé město pod „hradem“. Město žije především z turistického ruchu.
Podobné útvary se nacházejí například v Maďarsku (Egerszalók) či v Yellowstonském národním parku v USA (Mammoth Hot Springs).

## Turistická atrakce

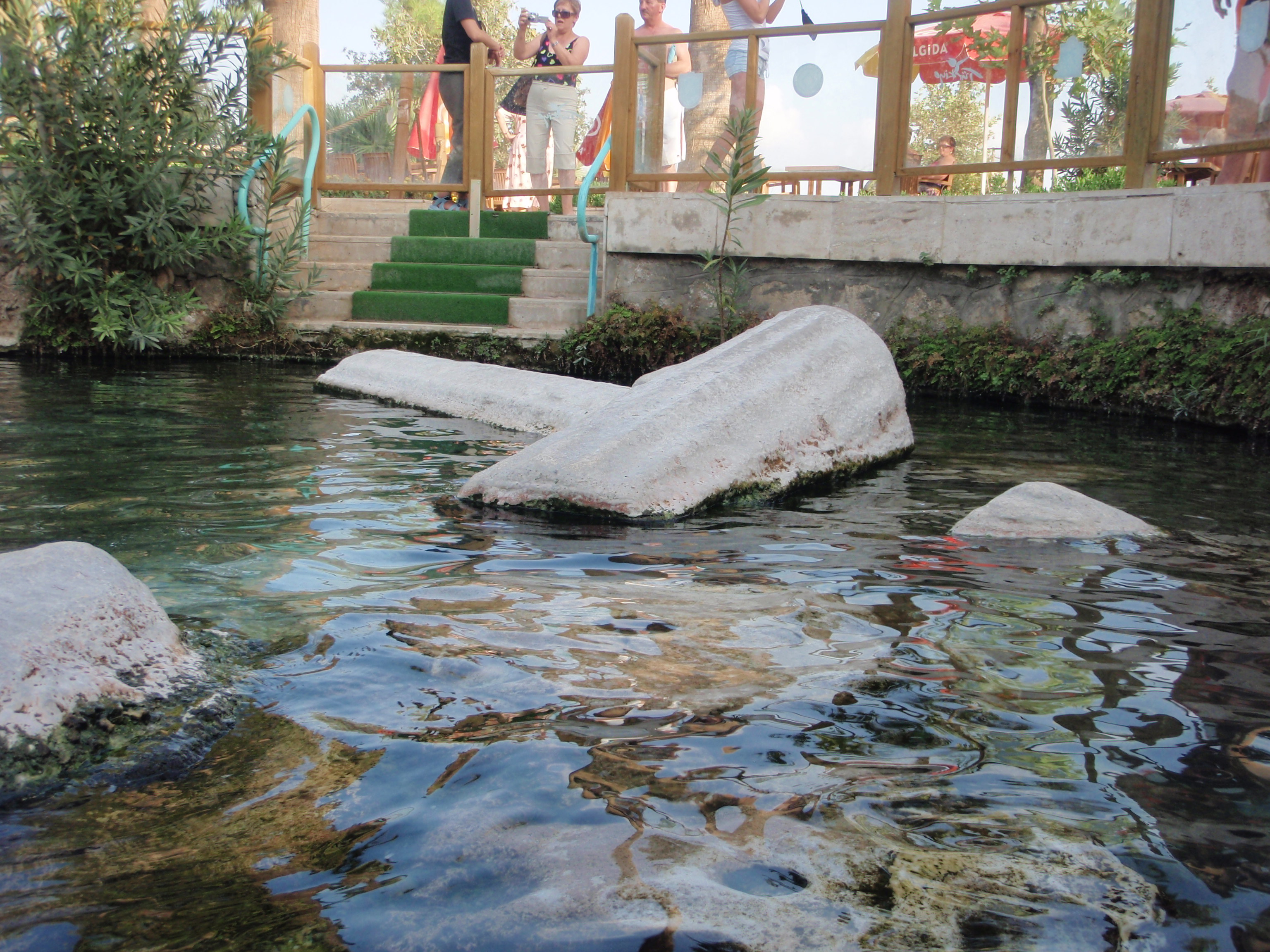
Sloup v bazénu v lázních

Vstup do areálu je z města Pamukkale, lístky se dají pořídit od 34.2EUR. Obyvatelé Turecka mají vstup levnější. Aby nedošlo k poškození teras, musejí návštěvníci chodit bosí. Odměnou jim je příjemné brouzdání jezírky s minerální vodou a možnost koupání. Vše společně s úchvatnými vodopády padajícími z bílých stěn.
Nad „Bavlněným hradem“ jsou pozůstatky antického města Hierapolis, které v dobách svého největšího rozkvětu mělo kolem 500 000 obyvatel: nekropole, Domitianova a byzantská brána, římské divadlo, Plutonium, Apollónův chrám, monumentální fontána, martyrion sv. Filipa a tzv.Kleopatřiny lázně, kde se podle legendy zasnoubila Kleopatra s Markem Antoniem. Bazén s mramorovými sloupy a průzračnou minerální vodou je lákavou turistickou atrakcí. Tomu odpovídá i cena - 130 TL za osobu (2022).